# Sainte-Marie-Lapanouze
Sainte-Marie-Lapanouze (Senta Maria la Panosa auf Okzitanisch) ist eine französische Gemeinde mit 60 Einwohnern (Stand 1. Januar 2022) im Département Corrèze in der Region Nouvelle-Aquitaine.

## Geografie
Die Gemeinde liegt im Zentralmassiv südlich vom Plateau de Millevaches und dem Regionalen Naturpark Millevaches en Limousin zwischen der Triouzoune und der Diège am rechten Ufer der Dordogne. Das Gemeindegebiet wird auch von deren Zufluss Artaude durchquert.
Tulle, die Präfektur des Départements, liegt ungefähr 65 Kilometer südwestlich, Ussel etwa 14 Kilometer nördlich und Bort-les-Orgues rund 20 Kilometer östlich.
Nachbargemeinden von Sainte-Marie-Lapanouze sind Saint-Étienne-la-Geneste im Norden, Roche-le-Peyroux im Osten, Champagnac im Süden, Liginiac im Südwesten und Westen sowie Chirac-Bellevue im Nordwesten.

### Verkehr
Der Ort liegt ungefähr 14 Kilometer leicht südöstlich der Abfahrt 23 der Autoroute A89.

## Wappen
Beschreibung: Auf Silber ein roter, leopardierender Löwe, darunter drei rote Balken.

## Bevölkerungsentwicklung
| Jahr      | 1962 | 1968 | 1975 | 1982 | 1990 | 1999 | 2007 | 2016 |
| Einwohner | 82   | 88   | 71   | 66   | 53   | 43   | 57   | 63   |

## Sehenswürdigkeiten

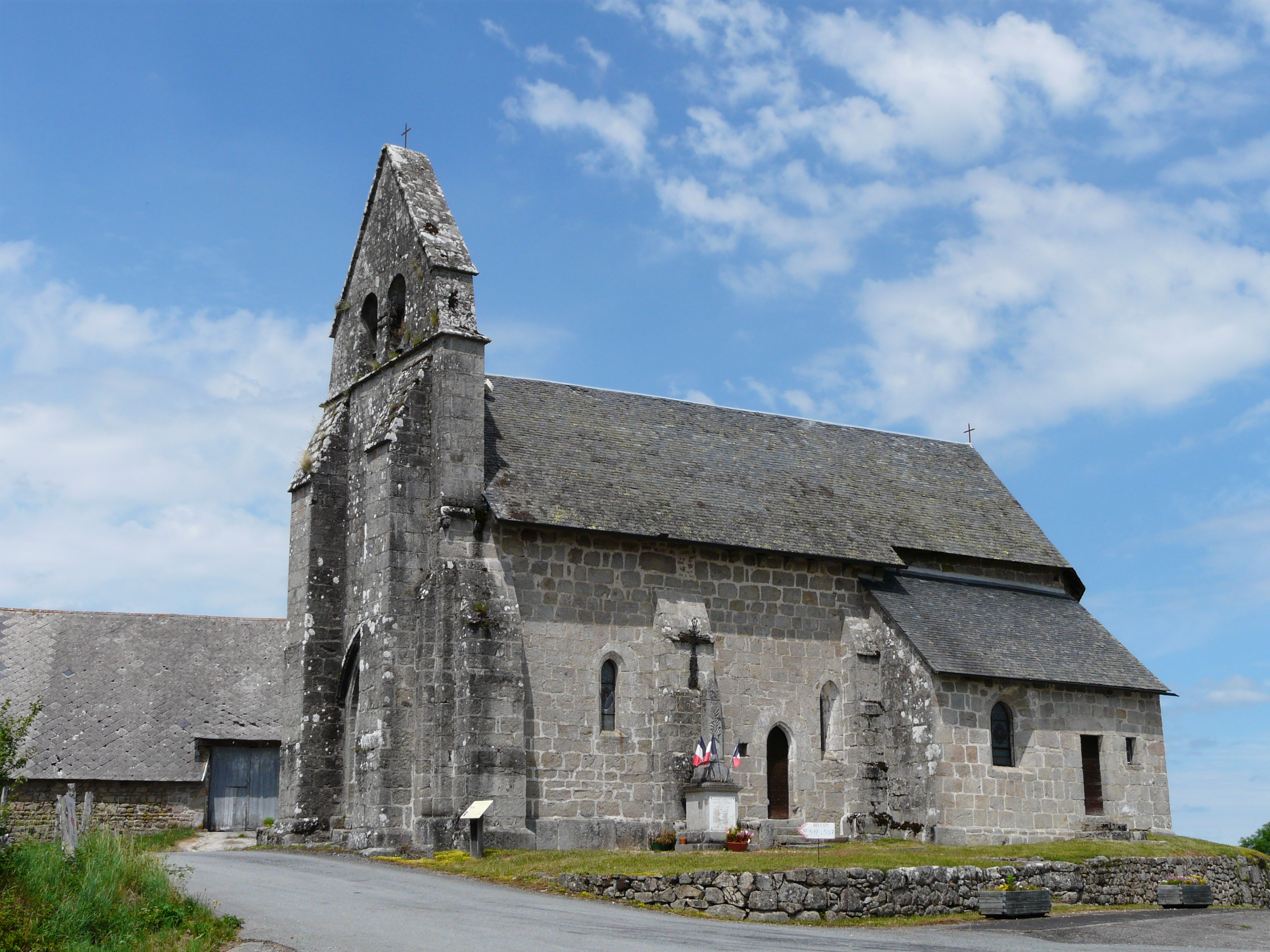
Kirche Notre-Dame de l’Assomption

- Die Kirche Notre-Dame de l’Assomption, ein romanischer Sakralbau aus dem Mittelalter und dem 19. Jahrhundert, ist seit dem 15. April 1987 als Monument historique klassifiziert[2].
- Die Diège-Talsperre Barrage des Chaumettes liegt etwa acht Kilometer südöstlich[3].
- Die Triozoune-Talsperre Barrage de Neuvic liegt rund neun Kilometer südwestlich[4][5].
- Die Dordogne-Talsperre Barrage de Marèges liegt ungefähr acht Kilometer leicht südöstlich[6][7][8][9]